# Битка за Нидерландия
Битката за Нидерландия (на нидерландски: Slag om Nederland) е част от нашествието на Германия във Франция и Ниските земи (Белгия, Люксембург и Нидерландия) по оперативния план „Фал Гелб“ (Жълто дело) през Втората световна война. Битката продължава от 10 до 14 май 1940 г. Водят се мащабни военни действия в периода от 10 до 14 май 1940 г., когато нидерландските сили се предават. След общата им капитулация обаче войници в нидерландската провинция Зеландия продължават да се противопоставят на Вермахта до 17 май с.г., когато Нацистка Германия приключва с окупирането на цялата страна.
Битката за Нидерландия е сред първите големи битки, в които са използвани парашутисти за овладяване на региони. Военновъздушните сили (Луфтвафе) на Германия използват парашутисти за завземане на няколко големи летища в Нидерландия и ключови градове като Ротердам и Хага с блокиране на нидерландските сили.
Битката приключва скоро след опустошителната бомбардировка на Ротердам от Луфтвафе и последвалите заплахи от страна на германците да бомбардират и други големи градове, ако нидерландските сили откажат да се предадат. В генералния щаб на Нидерландия знаят, че не могат да спрат бомбардировачите и нидерландските въоръжени сили се предават.

## Събития довели до битката
Обединеното кралство и Франция обявяват война на Германия през 1939 г., вседствие на немската окупация на Полша, но никакви сериозни наземни операции не са предприети в Западна Европа по време на така наречената Странна война от зимата на 1939 – 1940 г. През този период, британците и французите предприемат масово въоръжаване и укрепват силите си в очакване на дълга война, докато Германия завършва превземането на Полша. На 9 октомври, Адолф Хитлер нарежда да бъдат изготвени планове за нападение на Ниските земи. Целта е да бъдат използвани като база срещу Великобритания и да бъде предотвратена подобна атака на Съюзниците, която можела да застраши ключовата Рурска област. Взаимното предложение за мир от страна на Белгия и Холандия е отхвърлено на 7 ноември.
Холандците са зле подготвени да се защитават срещу такова нашествие. Когато Хитлер дошъл на власт страната започва да се превъоръжава, но по-бавно от французите и белгийците; чак през 1936 бюджета за отбрана започва да се увеличава. Няколко последователни холандски правителства избягват открито да наричат Германия голяма военна заплаха. Това е причинено в голяма степен от желанието да не бъде изгубен важен търговски партньор, дори с цената на репресии по отношение на критиките на нацистките политики; отчасти е неизбежно заради стриктните бюджетни лимити, с които холандското правителство напразно се опитва да се справи с последствията от Голямата депресия, която се отразява особено тежко на страната. Министър-председателят на Холандия между 1933 и 1939 г., е убеден, че Германия няма да наруши неутралитета на страната. Старши офицерите не правят опит да мобилизират общественото мнение в подкрепа на по-добра военна защита.
Международното напрежение нараства през късните 30-те. Кризата изглежда е предизвикана от германската окупация на Рейнланд през 1936; Аншлус и судетската криза от 1938; и германската окупация на Бохемия и Моравия, както и Италианската инвазия в Албания през пролетта на 1939 г. Тези събития карат холандското правителство да повиши бдителността си, но реакцията е лимитирана доколкото е възможно. Най-важните предприети мерки са мобилизирането на 100 000 мъже през април 1939 г.
След немското нападение на Полша през септември 1939 и последвалото избухване на Втората световна война, Холандия се надява да остане неутрална, както прави през Първата световна война 25 години по-рано. За да подсигури този неутралитет, холандската армия е мобилизирана и укрепена на 24 август. Големи суми (почти 900 милиона) са похарчени за отбрана. Придобиването на въоръжение във военно време се оказало много трудна задача, особено след като част от новото оборудване трябвало да бъде доставено от Германия, която съзнателно забавя доставките.
Стратегическата позиция на Ниските земи, намиращи се между Франция и Германия върху непокритите флангове на укрепителните им линии, превръща региона в логически маршрут за евентуално настъпление и за двете страни. В реч по радиото на 20 януари 1940, Уинстън Чърчил се опитва да ги убеди да не чакат неизбежната германска атака, а да се присъединят към англо-френската антанта. Холнадия и Белгия отказват, въпреки че немските планове за нападение попадат в белгийски ръце след падането на военен самолет през януари 1940 г.
Френското командване обмисля нарушаване на неутралитета на Ниските земи, в случай че не се присъединят към англо-френската коалиция преди планираната голяма офанзива през лятото на 1941 г., но френското правителство се страхува от негативна публична реакция и отказва изпълнението на плана. Продължава да се работи над план за нападение на Германия при евентуално превземане само на Холандия, принуждавайки антантата да настъпи през Белгия. Друг вариант е възможната холандска помощ за врага, в случай че му позволят да настъпи към Белгия през южната част на страната. Двете версии са обсъждани като част от hypothèse Hollande. Холандското правителство никога не формулира официална политика за действие при развитие на някой от тези сценарии; мнозинството от министрите подкрепят идеята за съпротивление срещу евентуална атака, а малцинство включващо кралица Вилхелмина Нидерландска се противопоставят на идеята да се превърнат в съюзник на Гервания при каквито и да било обстоятелства. Холандия няколко пъти се опитва да служи като посредник за постигането на мирен договор между Антантата и Германия.
След немската инвазия в Норвегия и Дания, последвана от предупреждението на новото военноморско аташе на Япония, Тадаши Маида, че нашествието в Холандия е сигурно и на военните в страната става ясно, че оставането извън конфликта може да се окаже невъзможно. Започва пълна военна подготовка за конфликт, ментална и физическа. Военните на холандската граница са поставени в пълна бойна готовност. Сведения за евентуланите действия на Пета колона в Скандинавия предизвикват масови страхове, че и Холандия е била инфилтрирана от немски агенти с помощта на предатели. Взети са мерки срещу възможно нападение над летища и пристанища. На 19 април е обявено извънредно положение. Въпреки това повечето жители все още разчитали на илюзията, че тяхната страна ще бъде пощадена. Холандия се надява, че политиката на Антантата и Централните сили от Първата световна война може да се повтори и се опитва да избегне вниманието на Великите сили. На 10 април Великобритания и Франция повтарят молбата си за присъединяване на Холандия във войната на тяхна страна, но отново получават отказ.

## Последствия
След поражението на Нидерландия нейната кралица Вилхелмина Нидерландска създава нидерландско правителство в изгнание в Англия.
Германската окупация официално започва на 17 май 1940 г. и продължава 5 години, през които загиват над 250 000 нидерландци. Нидерландия остава под германска окупация до 1945 г., когато последната нидерландска територия е освободена от съюзническите сили.